# Fernando Alarza
Fernando Alarza (* 23. März 1991 in Talavera de la Reina) ist ein spanischer Triathlet. Er ist Junioren-Weltmeister Triathlon (2010), Staatsmeister Triathlon-Kurzdistanz (2016), Triathlon-Sprintdistanz (2020), Dritter der Weltmeisterschaft 2016, Vizeeuropameister (2018) und Olympiastarter (2021).

## Werdegang
Bereits als 16-Jähriger kam Fernando Alarza zum Triathlon.
Im September 2010 wurde er in Budapest Triathlon-Weltmeister bei den Junioren. 2012 und erneut 2013 wurde er U23-Vizeweltmeister.

### Olympische Sommerspiele 2016
Fernando Alarza ging bei den Olympischen Sommerspielen 2016 am 20. August in Rio de Janeiro für Spanien an den Start und belegte den 18. Rang.

### Staatsmeister Triathlon Kurzdistanz 2016
Im September 2016 wurde der damals 25-Jährige in Banyoles Elite-Staatsmeister auf der olympischen Distanz. Im letzten Rennen der Weltmeisterschaft-Rennserie 2016 wurde er in Mexiko Dritter und belegte damit in der Jahreswertung den dritten Rang.
Nach dem neunten und letzten Rennen der Weltmeisterschaft-Rennserie 2017 belegte er im Oktober als drittbester Spanier den fünften Rang.
Im dritten Rennen der Weltmeisterschaftsrennserie 2018 belegte Alarza am 12. Mai in Japan den dritten Rang und in der ITU-Point-List 2018 belegte er den sechsten Rang. Im August wurde der damals 27-Jährige in Glasgow Vizeeuropameister auf der olympischen Kurzdistanz.
Die Weltmeisterschaftsrennserie 2019 beendete Alarza als drittbester spanischer Athlet hinter Mario Mola (Rang 2) und Javier Gómez (Rang 3) auf dem vierten Rang.
Im August 2020 wurde er spanischer Staatsmeister auf der Triathlon-Sprintdistanz.
Bei den Olympischen Sommerspielen belegte der 30-Jährige im Juli 2021 den zwölften Rang.

## Sportliche Erfolge
| Datum/Jahr    | Rang | Wettbewerb                                  | Austragungsort | Zeit     | Bemerkung                                                                                   |
| ------------- | ---- | ------------------------------------------- | -------------- | -------- | ------------------------------------------------------------------------------------------- |
| 26. Juli 2021 | 12   | Olympische Sommerspiele 2020                | Tokio          | 01:46:22 |                                                                                             |
| 23. Aug. 2020 | 1    | ESP Sprint Triathlon National Championships | Pontevedra     | 00:53:27 |                                                                                             |
| 31. Aug. 2019 | 3    | ITU World Championship Series 2019          | Lausanne       | 01:51:18 |                                                                                             |
| 9. Juni 2019  | 9    | ITU World Championship Series 2019          | Leeds          | 01:45:49 |                                                                                             |
| 18. Mai 2019  | 6    | ITU World Championship Series 2019          | Yokohama       | 01:44:06 |                                                                                             |
| 8. März 2019  | 3    | ITU World Championship Series 2019          | Abu Dhabi      | 00:52:12 | erstes Rennen der Saison                                                                    |
| 10. Aug. 2018 | 2    | ETU Triathlon European Championships        | Glasgow        | 01:47:28 | Vizeeuropameister auf der olympischen Kurzdistanz                                           |
| 12. Mai 2018  | 3    | ITU World Championship Series 2018          | Yokohama       | 01:45:51 |                                                                                             |
| 15. Juli 2017 | DNF  | ITU World Championship Series 2017          | Hamburg        | –        | Sturz mit dem Rad                                                                           |
| 11. Juni 2017 | 3    | ITU World Championship Series 2017          | Leeds          | 01:47:28 |                                                                                             |
| 13. Mai 2017  | 2    | ITU World Championship Series 2017          | Yokohama       | 01:48:23 |                                                                                             |
| 8. Apr. 2017  | 3    | ITU World Championship Series 2017          | Gold Coast     | 00:52:44 |                                                                                             |
| 19. Sep. 2016 | 9    | ITU World Championship Series 2016          | Cozumel        | 01:47:53 |                                                                                             |
| 3. Sep. 2016  | 1    | ESP Triathlon National Championships        | Banyoles       | 01:44:49 |                                                                                             |
| 18. Aug. 2016 | 18   | Olympische Sommerspiele 2016                | Rio de Janeiro | 01:48:08 |                                                                                             |
| 16. Juli 2016 | 3    | ITU World Championship Series 2016          | Hamburg        | 00:52:36 |                                                                                             |
| 2. Juli 2016  | 5    | ITU World Championship Series 2016          | Stockholm      | 01:51:48 |                                                                                             |
| 24. Apr. 2016 | 1    | ITU World Championship Series 2016          | Kapstadt       | 00:54:12 | [ 3 ]                                                                                       |
| 9. Apr. 2016  | 2    | ITU World Championship Series 2016          | Gold Coast     | 01:46:55 |                                                                                             |
| 13. Juni 2015 | 11   | Europaspiele 2015                           | Baku           | 01:50:29 |                                                                                             |
| 13. Juli 2014 | 14   | ITU Sprint World Championships Team         | Hamburg        | 01:22:19 | bei der Team-Weltmeisterschaft – zusammen mit Carolina Routier, Ainhoa Murúa und Mario Mola |
| 11. Sep. 2013 | 2    | ITU Triathlon World Championship U23        | London         | 01:42:51 | U23-Vizeweltmeister                                                                         |
| 20. Okt. 2012 | 2    | ITU Triathlon World Championship U23        | Auckland       | 01:57:20 | U23-Vizeweltmeister                                                                         |
| 2012          | 1    | ESP Triathlon National Championships        | Spanien        |          |                                                                                             |
| 8. Sep. 2010  | 1    | ITU Triathlon World Championship Junior Men | Budapest       | 00:52:15 | Triathlon-Weltmeister bei den Junioren                                                      |

| Datum/Jahr    | Rang | Wettbewerb           | Austragungsort | Zeit     | Bemerkung                                    |
| ------------- | ---- | -------------------- | -------------- | -------- | -------------------------------------------- |
| 30. Sep. 2018 | 1    | Ironman 70.3 Cascais | Cascais        | 03:54:57 | Sieg beim ersten Start auf der Mitteldistanz |

| Datum/Jahr    | Rang | Wettbewerb                                    | Austragungsort | Zeit     | Bemerkung                             |
| ------------- | ---- | --------------------------------------------- | -------------- | -------- | ------------------------------------- |
| 30. Apr. 2010 | 7    | ETU Duathlon European Championship Junior Men | Nancy          | 00:48:47 |                                       |
| 23. Mai 2009  | 8    | ETU Duathlon European Championship Junior Men | Budapest       | 00:57:30 | Duathlon-Europameisterschaft Junioren |

(DNF – Did Not Finish)